# Lista de membros da Royal Society eleitos em 1890
Membros da Royal Society eleitos em 1890.

## Fellows of the Royal Society (FRS)
1. Benjamin Baker (1840-1907)
2. Robert Holford Macdowall Bosanquet[2] (1841-1912)
3. Samuel Hawksley Burbury (1831-1911)
4. Walter Gardiner[3] (1859-1941)
5. John Kerr[4][5] (1824-1907)
6. Arthur Sheridan Lea (1853-1915)
7. Percy Alexander MacMahon[6] (1854-1929)
8. Alfred Merle Norman[7] (1831-1918)
9. Sir William Perkin[8] (1860-1929)
10. Percival Spencer Umfreville Pickering[9] (1858-1920)
11. Isaac Roberts (1829-1904)
12. David Sharp (1840-1922)
13. Jethro Teall[10][11] (1849-1924)
14. Richard Thorne (1841-1899)
15. Walter Frank Raphael Weldon[12](1860-1906)